# In My Lifetime, Vol. 1
In My Lifetime, Vol. 1 – 2. płyta Jay-Z. Otwiera ona równocześnie trylogię z serii Volume, wymyśloną przez samego Jay-Z i opowiadającą o jego życiu. Płyta została wydana w 1997 roku w Roc-A-Fella Records, lecz nie przyniosła już takiego sukcesu jak Reasonable Doubt.

## Lista utworów
1. Intro / A Million And One Questions / Rhyme No More
2. The City Is Mine (feat. Blackstreet)
3. I Know What Girls Like (feat. Puff Daddy & Lil' Kim)
4. Imaginary Player
5. Streets Is Watching
6. Friend Or Foe '98
7. Lucky Me
8. (Always Be My) Sunshine (feat. Foxy Brown & Babyface)
9. Who You Wit II
10. Face Off (feat. Sauce Money)
11. Real Niggaz (feat. Too Short)
12. Rap Game / Crack Game
13. Where I'm From
14. You Must Love Me